# District Talsi
Het district Talsi (Talsu rajons) is een voormalig district in het westen van Letland, in de historische regio Koerland.
Het district werd opgeheven bij de administratief-territoriale herziening in 2009. Bij opheffing telde het district 49.600 inwoners; het had een grootte van 2744 km².
Bij de opheffing zijn op het gebied van het district de volgende gemeenten gevormd:
- Dundagas novads
- Rojas novads
- Talsu novads